# اپرای راک

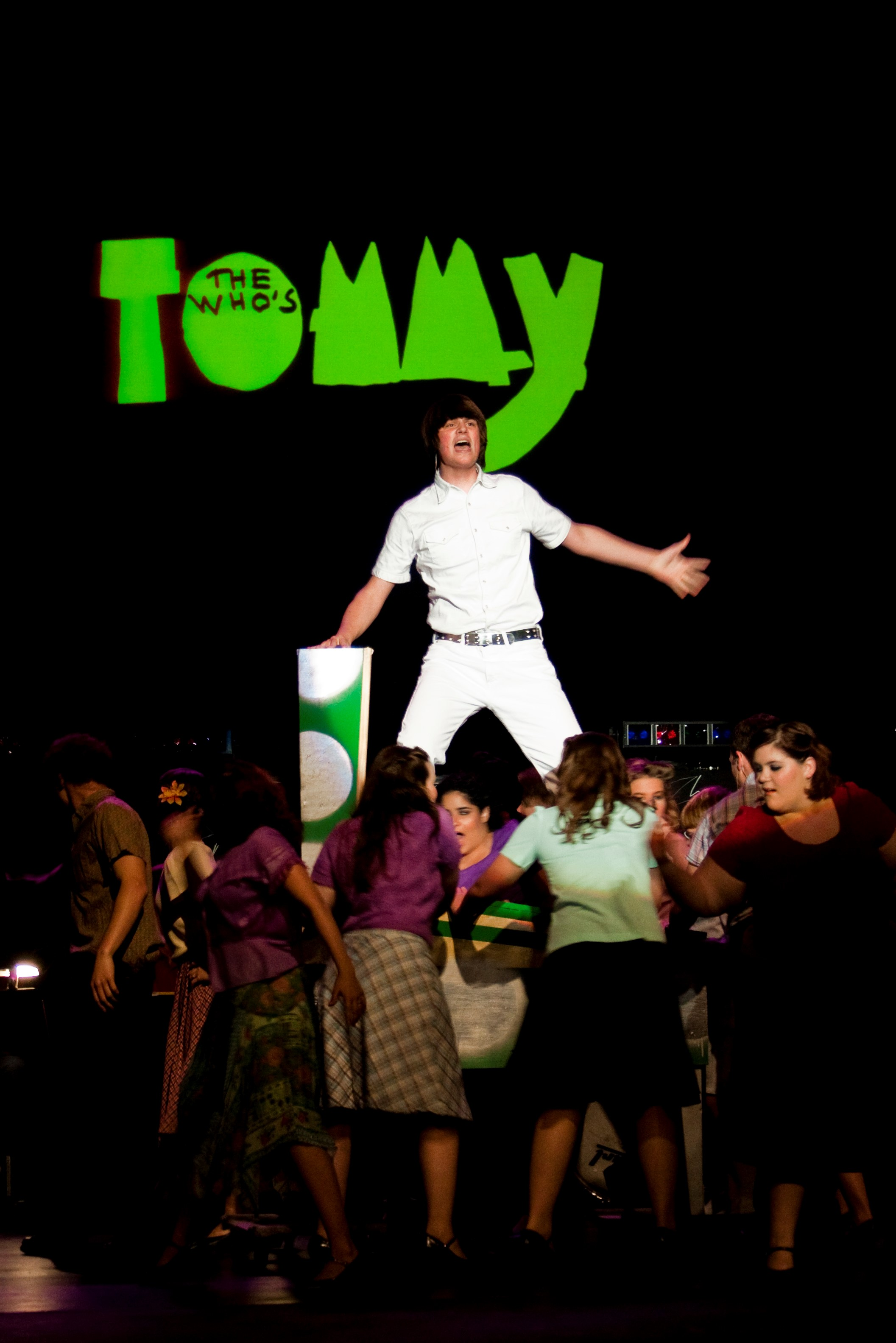
نمونه‌ایی از اجرای اپرای راک تامی

اپرای راک (انگلیسی: Rock opera) به مجموعه‌ترانه‌هایی گفته می‌شود که حول یک داستان ساخته شده‌اند و معمولاً در آلبومی مفهومی انتشار می‌یابند. اپراهای راک برخلاف اپراها برای اجرا توسط هنرپیشگان ساخته نمی‌شوند هرچند گاه اقتباس‌های موزیکال از روی آن‌ها ساخته می‌شود که "موزیکال راک" نام دارند. از ویژگی‌های مرسوم اپرای راک استفاده از چندین شخصیت متفاوت در یک ترانه به‌منظور پیشبرد سیر داستانی است؛ آلبوم دیوار از پینک فلوید، تامی و کو آدروفینیا از دِ هو، بره در برادوی دراز می کشد از جنسیس نمونه هایی از اپرای راک هستند.
توفیق اپراهای راک طبع‌آزمایی هنرمندان در سبک‌های مشابه را به‌دنبال داشته که اپرای رپ از نمونه‌های آن است.